# Rennrodel-Juniorenweltmeisterschaften 1990
Die 5. Juniorenweltmeisterschaft im Rennrodeln wurde im Februar 1990 auf der bundesdeutschen Bobbahn Winterberg ausgetragen. Die Wettkämpfe fanden am 18. Februar beendet. Das Starterfeld umfasste  Teilnehmer aus 18 Nationen.

## Ergebnisse

### Einsitzer der Juniorinnen
| Rang | Sportlerin           | Nationalität                    | Endzeit     |
| ---- | -------------------- | ------------------------------- | ----------- |
| 1    | Monika Greilinger    | BR Deutschland                  | 2:07,38 min |
| 2    | Barbara Niedernhuber | BR Deutschland                  | 2:08,02 min |
| 3    | Jean Roos            | Deutsche Demokratische Republik | 2:08,20 min |
| 4    | Ija Kudritskaya      | Sowjetunion                     | 2:08,37 min |
| 5    | Sandy Pierskalla     | Deutsche Demokratische Republik | 2:08,33 min |
| 6    | Anita Kunze          | Deutsche Demokratische Republik | 2:08,37 min |

### Einsitzer der Junioren
| Rang | Sportler               | Nationalität                    | Endzeit      |
| ---- | ---------------------- | ------------------------------- | ------------ |
| 1    | Gerhard Plankensteiner | Italien                         | 2:58,060 min |
| 2    | Jan Kohoutek           | Tschechoslowakei                | 2:59,461 min |
| 3    | Norbert Gatz           | BR Deutschland                  | 2:59,696 min |
| 4    | Mike Walecky           | Deutsche Demokratische Republik | 2:59,697 min |
| 5    | Daniel Ray             | Vereinigte Staaten              | 3:00,009 min |
| 6    | Roberto Mähler         | Deutsche Demokratische Republik | 3:00,053 min |

### Doppelsitzer der Junioren
| Rang | Sportler                           | Nationalität                    | Endzeit      |
| ---- | ---------------------------------- | ------------------------------- | ------------ |
| 1    | Frank-Peter Barnekow Sandro Zettl  | Deutsche Demokratische Republik | 1:23,888 min |
| 2    | Albert Demtschenko Alexei Selenski | Sowjetunion                     | 1:24,337 min |
| 3    | Dimitri Makartschuk Andrij Muchin  | Sowjetunion                     | 1:24,612 min |

### Medaillenspiegel
| Rang | Nation                          | Gold | Silber | Bronze | Gesamt |
| ---- | ------------------------------- | ---- | ------ | ------ | ------ |
| 1    | BR Deutschland                  | 1    | 1      | 1      | 3      |
| 2    | Deutsche Demokratische Republik | 1    | 0      | 1      | 2      |
| 3    | Italien                         | 1    | 0      | 0      | 1      |
| 4    | Sowjetunion                     | 0    | 1      | 1      | 2      |
| 5    | Tschechoslowakei                | 0    | 1      | 0      | 1      |